# سیارک ۶۸۶۵
سیارک ۶۸۶۵ (به انگلیسی: 6865 Dunkerley، نامگذاری:1991TE2) شش هزار و هشتصد و شصت و پنجمین سیارک کشف شده‌است که در ۲ اکتبر ۱۹۹۱ کشف شد.
قدر مطلق سیارک برابر ۱۳٫۴۰ است.